# The Ugly Stepsister
The Ugly Stepsister (en noruego: Den stygge stesøsteren) es una película de horror corporal de 2025 coescrita y dirigida por Emilie Blichfeldt en su debut como directora. La película, protagonizada por Lea Myren, Thea Sofie Loch Næss, Ane Dahl Torp y Flo Fagerli, utiliza el motivo del cuento de hadas La Cenicienta y vuelve a contar la retorcida historia de Elvira, que compite contra su bella hermanastra en una sangrienta batalla por la belleza. Se estrenó en el Festival de Sundance 2025 el 23 de enero de 2025, donde abrió la Sección de Medianoche.
Coproducción internacional de Noruega, Polonia, Suecia y Dinamarca, se presentó en la sección Panorama del Festival Internacional de Cine de Berlín de 2025 el 16 de febrero de 2025, tras su estreno en Sundance. La película se estrenó en los cines noruegos el 7 de marzo de 2025 de la mano de Scanbox Entertainment.

## Argumento
Rebekka es una madre recién casada con una familia que creía adinerada. Pronto descubre lo contrario cuando su nuevo marido muere inesperadamente, dejándola al cuidado de sus hijas Elvira y Alma, así como de su nueva hijastra, la bella y talentosa Agnes. La única esperanza de salvación de la familia es que una de las dos hijas se case con alguien rico y poderoso. Aunque Elvira sueña con casarse con el príncipe Julián, Rebekka es consciente de que su hija es considerada fea por todos y tiene pocas posibilidades de conquistarlo, sobre todo si Agnes también compite por su atención.
Para que su hija sea "mejor", Rebekka decide someterla a una serie de dolorosas y primitivas operaciones quirúrgicas, como una operación de nariz y la costura permanente de nuevas pestañas. Mientras todo esto ocurre, para Elvira se convierte en una lucha aferrarse a su inocente emoción inicial de tener una hermanastra y a su enamoramiento del príncipe Julian, sobre todo después de descubrir que su verdadera personalidad dista mucho de sus expectativas y que Agnes está dispuesta a hacer lo que sea necesario para triunfar.

## Reparto
- Lea Myren como Elvira
- Thea Sofie Loch Næss como Agnes
- Ane Dahl Torp como Rebekka, la madrastra
- Flo Fagerli como la hermana pequeña Alma
- Isac Calmroth como el príncipe Julian
- Malte Gårdinger como Isak
- Ralph Carlsson como Otto
- Isac Aspberg como el Gastrónomo
- Albin Weidenbladh como el Omnívoro
- Oksana Czerkasyna como la Cocinera
- Katarzyna Herman como Madame Vanja
- Adam Lundgren como el Dr. Esthétique[8]
- Willy Ramnek Petri como Frederik von Bluckfish
- Cecilia Forss como Sophie von Kronenberg

## Producción
La película está producida por Maria Ekerhovd, de Mer Film, en coproducción con Lizette Jonjic, Zentropa Suecia, Mariusz Włodarski, Lava Films y Theis Nørgaard, Motor Productions [dk], con el apoyo del Instituto Noruego de Cinematografía, el Incentivo a la Producción Polaca y el Instituto Polaco de Cine, el Instituto Sueco del Cine, el Instituto de Cine Danés, Eurimages, DR, Nordisk Film & Tv Fond, Vestnorsk Filmsenter. Su distribución corre a cargo de Scanbox, mientras que los derechos de venta internacional son de Memento International.
El equipo de la película estaba formado por la diseñadora de vestuario Manon Rasmussen, el director de fotografía Marcel Zyskind, la montadora Border Olivia Neergaard-Holm, el supervisor de efectos visuales Peter Hjort y el maquillador de efectos visuales Thomas Foldberg.
Al describir la película, la guionista y directora Emilie Blichfeldt declaró en una entrevista: "Este giro de terror sobre la belleza de Cenicienta está inspirado en la versión de los Hermanos Grimm y en mis propias luchas con la imagen corporal", y señaló que su "objetivo es provocar tanto empatía como incomodidad e inspirar a mi público a reflexionar sobre sus percepciones de la belleza y su relación con ella".

## Estreno
The Ugly Stepsister, tras su estreno internacional en el Festival de Sundance de 2025 el 23 de enero de 2025 en la Sección de Medianoche, tuvo su estreno europeo en la sección Panorama del Festival Internacional de Cine de Berlín de 2025 el 16 de febrero de 2025.
Shudder, un servicio estadounidense de vídeo bajo demanda por suscripción, adquirió los derechos para Norteamérica, Reino Unido, Australia y Nueva Zelanda en diciembre de 2024. La película también ha sido vendida por Memento a ESC FIlms Capelight, Beta Film, Lev Cinema, ADS, Cay Films, Cine Canibal, New Select, House of M, PT Falcon, Estin Film y Vendetta Filmes.
La película se estrenó en los cines noruegos el 7 de marzo de 2025 de la mano de Scanbox.
Está previsto que IFC Films estrene la película en los cines estadounidenses el 18 de abril de 2025.

## Recepción
En Rotten Tomatoes, el 96% de las 48 reseñas de críticos son positivas, con una nota media de 7.7/10. El consenso del sitio web reza: "Tomando un martillo y un cincel para un cuento de hadas por excelencia, la magistral aplicación de gore y subversión de The Ugly Stepsister son el material del que están hechas las pesadillas". Metacritic, que utiliza una media ponderada, asignó a la película una puntuación de 74 sobre 100, basada en 18 críticos, lo que indica críticas "generalmente favorables".

### Premios y nominaciones
| Premio                                   | Fecha                 | Categoría                                         | Nominado(s)       | Resultado | Ref.   |
| ---------------------------------------- | --------------------- | ------------------------------------------------- | ----------------- | --------- | ------ |
| Festival Internacional de Cine de Berlín | 23 de febrero de 2025 | Premio del Público Panorama al Mejor Largometraje | Emilie Blichfeldt | Nominada  | [ 18 ] |